# Ros Casares Valence
Maillots
Le Ros Casares Valence est un ancien club espagnol féminin de basket-ball basé dans la ville de Valence, fondé en 1996 en prenant la suite du Dorna Godella et disparu en 2012. Il s'agit d'un des clubs les plus victorieux des années 2000 sur le plan national et européen. Au moment de sa dissolution, le club venait de s'emparer de sa première couronne européenne et remportait le championnat espagnol. Sa disparition fait suite à de grandes difficultés économiques.

## Historique
Le club CB Godella est une des merveilles du basket-ball ibérique des années 1990. En remportant l'Euroligue en 1992 et 1993, il s'installe durablement dans les compétitions européennes. En 1996, le club est refondé en une société sportive, associé au sponsor Ros Casares (acier). À l'aube de la saison 2001-02, le club veut se consolider dans la Communauté valencienne et migre depuis Godella vers ladite Valence. Ce qui ne fait que renforcer ses ambitions européennes.
Après une décennie forte de huit titres nationaux et d'un titre européen, RC Valence est l'un des clubs références en Europe capable d'attirer de grandes stars. Touché par les difficultés économiques, et ce malgré un titre européen et national en 2012, le club annonce sa dissolution et disparaît, laissant en activité uniquement ses sections jeunes. Cette disparition fait suite à l'annonce de son sponsor principal, Ros Casares, de se retirer après avoir injecté de nombreuses masses d'argent pour remporter le titre européen.
Le club repart en 3e division pour la saison 2012-2013. Au terme de la saison 2013-2014 où le club était revenu à Godella, un accord est trouvé avec le Valence Basket Club pour que toutes les équipes féminines soient intégrées au club masculin dès la saison 2014-2015 et que la section féminine du Valence Basket Club ainsi créée hérite du palmarès du Dorna Godella et du Ros Casares Valence.

## Noms précédents
- avant 1996 :  Dorna Godella
- 1996-1999 : Ros Casares Godella
- 1999-2013 : Ros Casares Valencia
- 2013-2014 : Ros Casares Godella

## Palmarès
International
- Vainqueur de l'Euroligue : 1992, 1993, 2012.
- Finaliste de l'Euroligue : 1994, 1995, 2007, 2010.

National
- Champion d'Espagne : (13) 1991, 1992, 1993, 1994, 1995, 1996, 2001, 2002, 2004, 2007, 2008, 2009, 2010, 2012
- Coupe de la Reine : (11) 1991, 1992, 1994, 1995, 2002, 2003, 2004, 2007, 2008, 2009, 2010.
- Supercoupe d'Espagne : (6) 2004, 2005, 2007, 2008, 2009, 2010.

## Entraîneurs successifs
- Depuis décembre 2011 : Roberto Íñiguez
- 2011 : Natália Hejková (février à décembre)[4]
- ??  : Jordi Fernández
- ??  : Isma Canto
- ??  : Manolo Real

## Joueuses et entraîneurs marquants
- Laia Palau
- DeLisha Milton-Jones
- Allison Feaster
- Małgorzata Dydek